# Oberfürberg
Oberfürberg (fränkisch: Fäa-beri) ist ein Gemeindeteil der kreisfreien Stadt Fürth (Mittelfranken, Bayern). Oberfürberg liegt in der Gemarkung Dambach.

## Geografie

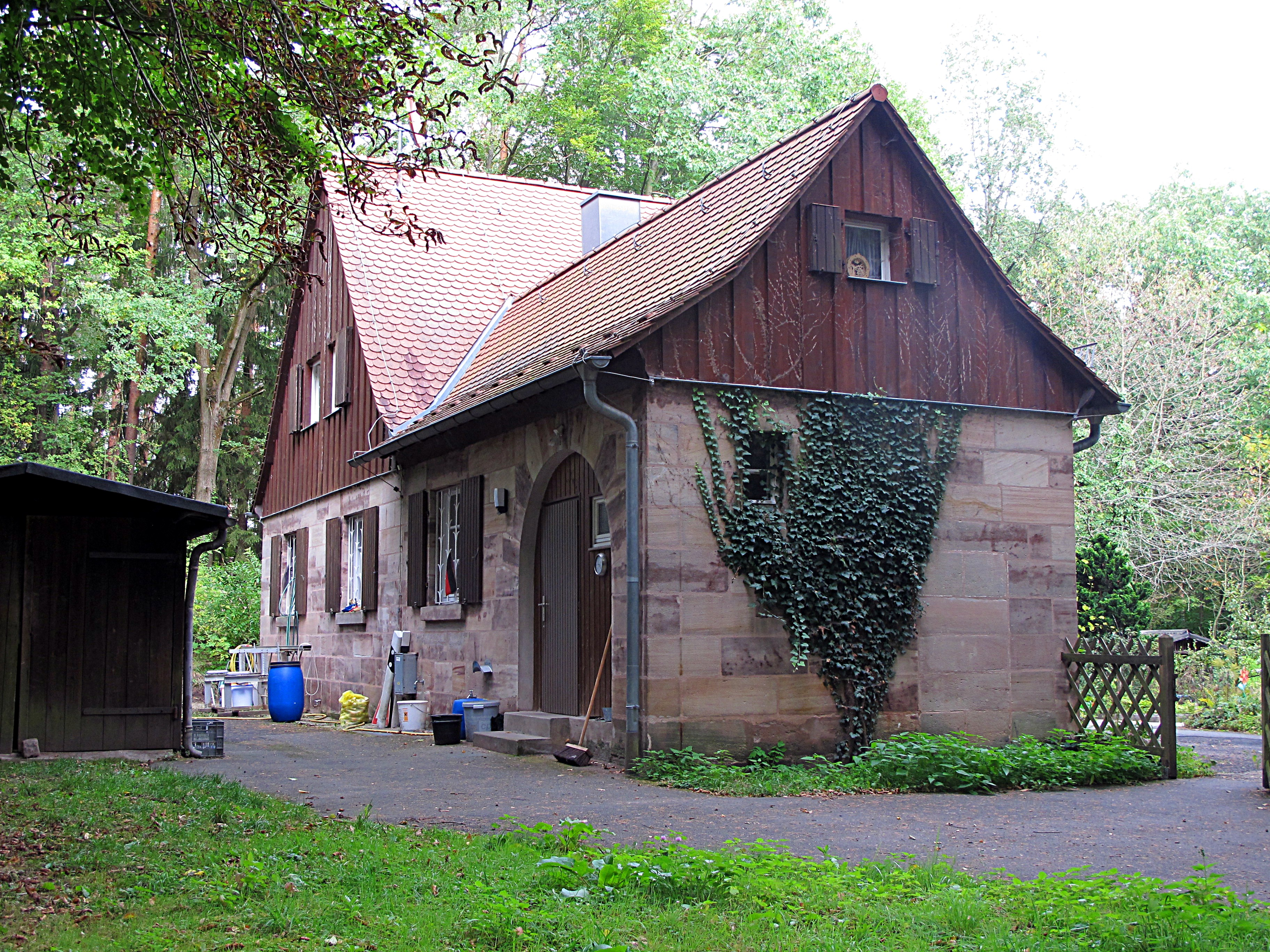
Försterei (2012)

Das Dorf Oberfürberg liegt etwa 3,5 Kilometer westlich des historischen Fürther Stadtkernes. Im Westen und Süden befindet sich das ausgedehntes Waldgebiet des Fürther Stadtwaldes, östlich verläuft der Main-Donau-Kanal. Die benachbarten Orte sind Zirndorf, Weiherhof, Unterfürberg und Burgfarrnbach.
Eine Gemeindeverbindungs-/Kreisstraße FÜ 19 verläuft über Wachendorf nach Cadolzburg zur Staatsstraße 2409 (6,2 km westlich) bzw. zur Südwesttangente und darüber hinaus nach Fürth zur Bundesstraße 8 (2,5 km nordöstlich). Eine weitere Gemeindeverbindungsstraße verläuft nach Weiherhof (0,9 km südwestlich).
Die Bayerische Uraufnahme zeigt Oberfürberg in den 1810er Jahren als ein Dorf mit acht Anwesen und ein paar Weihern westlich davon.

## Geschichte
1258 wurde Oberfürberg von Ludwig von Uffenheim an die Burggrafen von Nürnberg verkauft. 1303 wurde der Ort „Obern Fuerenberg“ genannt. Es ist davon auszugehen, dass der Ortsname wie auch die alte Bezeichnung für den Fürther Stadtwald „Förberich“ (bis 1732 bezeugt) sich vom althochdeutschen Wort „foraha“ (=Föhre) ableiten. Das „-ich“ in Förberich ist vielleicht eine Kollektivendung, die bei Fürberg zu „berg“ zusammengezogen oder umgedeutet ist; doch kann das „i“ auch ein Einschubvokal sein (vgl. mundartliche Aussprache), so dass berich als „-berg“ (=Anhöhe) zu deuten ist. Überliefert sind auch die Schreibweisen „Obern Furchenbech“ (1314) und „Obernfurenberg“ (1414).
1303 und 1314 trat Burggraf Konrad der Fromme die Vogtei über die Hofmark Fürth mit Ober- und Unterfürberg an das Domkapitel in Bamberg ab. 1349 wurden Ober- und Unterfürberg von ihrer Mutterkirche Sankt Martin getrennt und nach Burgfarrnbach gepfarrt.
Gegen Ende des 18. Jahrhunderts gab es in Oberfürberg 5 Anwesen (2 Höfe, 2 Güter, 1 Wirtshaus). Das Hochgericht übte das brandenburg-ansbachische Oberamt Cadolzburg aus. Das bambergische Dompropsteiamt Fürth war Grundherr sämtlicher Anwesen.
Von 1797 bis 1808 unterstand der Ort der Polizeicommision Fürth. Im Rahmen des Gemeindeedikts wurde Oberfürberg dem 1808 gebildeten Steuerdistrikt Dambach und der im selben Jahr gegründeten Ruralgemeinde Dambach zugeordnet.
Am 1. Januar 1901 wurde die Gemeinde Dambach nach Fürth eingemeindet.
Oberfürberg hat sich seit dem in den 1950er Jahren einsetzenden Bauboom in seiner Siedlungsfläche von ehemals 1,2 Hektar mehr als verhundertfacht. Das Wohngebiet umfasst heute etwa 1,3 km². Zusammen mit dem benachbarten Eschenau leben rund 4.000 Einwohner im statistischen Stadtbezirk.

### Baudenkmäler
In Oberfürberg gibt es neun Baudenkmäler:
- Heilstättenstraße 130: Stadtförsterei
- Heilstättenstraße 150, 160, 166, 168, 172: Ehemalige Lungenheilstätte
- Sperberstraße 199: Ehemalige Hopfenscheune
- Forstgrenzsteine
- Felsenkeller

ehemaliges Baudenkmal
- Oberfürberger Straße 13: Erdgeschossiges Wohnstallhaus aus Sandsteinquadern, etwas abseits der Straße. Profilierte Fensterbänke. Korbbogiger Traufseiteingang mit Kämpfern, am Schlussstein bezeichnet „GP“, daneben reliefiert Bauernhauszeichen und Jahreszahl „1764“.[13]

### Einwohnerentwicklung
| Jahr      | 001818 | 001840 | 001861 | 001871 | 001885 | 001900 | 001925 | 001950 | 001961 | 001970 | 001987 |
| Einwohner | 67     | 84     | 84     | 82     | 90     | *      | *      | 341    | 560    | 1183   | 2118   |
| Häuser    | 10     | 9      |        |        | 23     | *      | *      | 100    | 97     |        | 480    |
| Quelle    | [ 15 ] | [ 16 ] | [ 17 ] | [ 18 ] | [ 19 ] | [ 20 ] | [ 21 ] | [ 22 ] | [ 23 ] | [ 24 ] | [ 1 ]  |

## Religion
Oberfürberg ist seit der Reformation evangelisch-lutherisch geprägt und war ursprünglich nach St. Johannis (Burgfarrnbach) gepfarrt, später war die Pfarrei St. Michael (Fürth) zuständig, heute ist es die Erlöserkirche (Dambach). Die Einwohner römisch-katholischer Konfession sind nach St. Nikolaus (Fürth) gepfarrt.

## Öffentliche und allgemeinnützige Gebäude
- Adalbert-Stifter-Grundschule
- Pfarrgemeinde Oberfürberg
- Forsthaus Fürther Stadtwald
- Freiwillige Feuerwehr Fürth – Fürberg

## Verkehr
Der Ort ist im ÖPNV mit der VGN-Buslinien 171, 178 und N18 an die Fürther Innenstadt angebunden.
An Oberfürberg verläuft der Fränkische Marienweg vorbei.